# Feminizm pierwszej fali

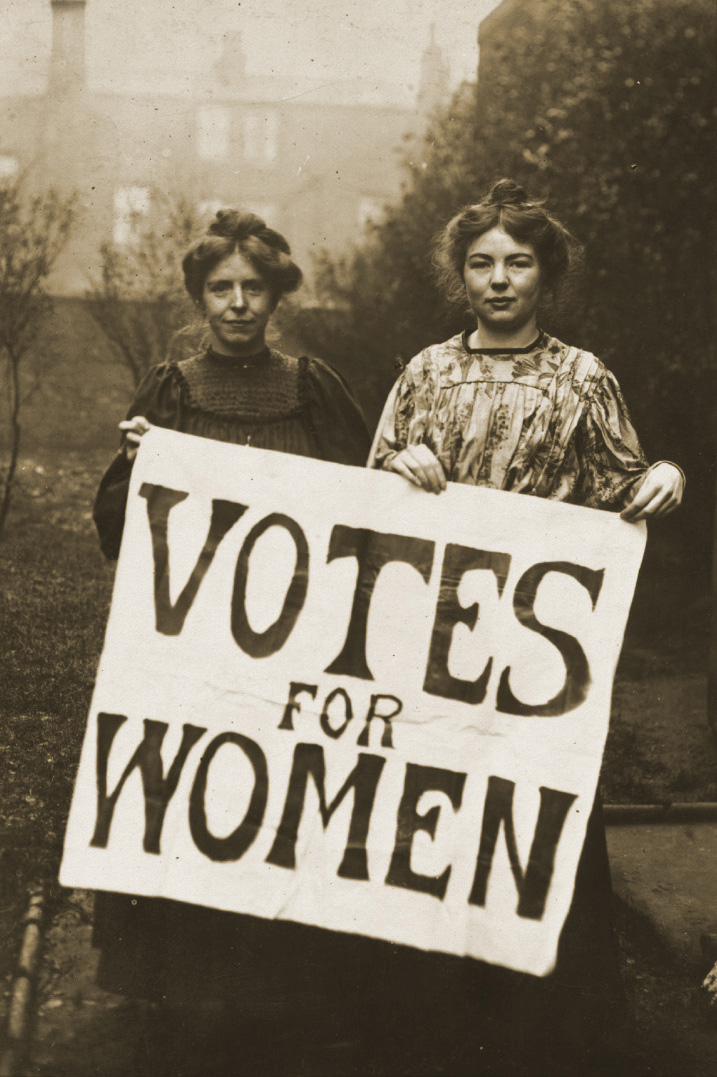
Annie Kenney i Christabel Pankhurst (1908)

Feminizm pierwszej fali (także stara fala – old wave) – określenie zjawisk i nurtów związanych z walką europejskich i amerykańskich kobiet o równouprawnienie w XIX i na początku XX wieku. Główny nurt feminizmu pierwszej fali miał charakter liberalny i stawiał sobie za cel zmiany w systemach prawnych, przede wszystkim przyznanie praw wyborczych kobietom. Nazwa "pierwsza fala" została mu nadana w latach 70. XX wieku, przez feministki określające się jako druga fala feminizmu.

## Historia pierwszej fali feminizmu
Początki feminizmu pierwszej fali datowane są na koniec XVIII wieku. Właściwy jego rozwój (szczególnie jako ruchu społecznego) następuje jednak w wieku XIX. Pierwsza fala feminizmu była szczególnie aktywna w krajach anglosaskich: w Wielkiej Brytanii i Stanach Zjednoczonych, choć była obecna także w innych krajach (np. w Polsce).
Za pierwszy tekst teoretyczny feminizmu uznaje się Wołanie o prawa kobiety (ang. A Vindication of the Rights of Woman) Mary Wollstonecraft z 1792. Po śmierci autorki (1797) jej reputacja została w niezamierzony sposób zniszczona przez jej biografię autorstwa jej męża Williama Godwina. Spowodowało to kompromitację idei, łączonych z jej osobistym, uważanym za nieobyczajne, życiem. Ożywienie feminizmu przyszło dopiero w połowie XIX wieku, wraz z powstaniem masowych ruchów kobiecych.
W Stanach Zjednoczonych pierwsza fala feminizmu przyjęła postać szerokiego ruchu społecznego. Za jego początek uznaje się Zjazd Kobiet w Seneca Falls w 1848. Głównym postulatem zgromadzonych tam kobiet było zniesienie wszelkich form dyskryminacji ze względu na płeć. Ruch feministyczny wyrastał tam z ruchu abolicjonistycznego, dopiero z czasem przekształcając się w ruch na rzecz praw kobiet. Do jego liderek należały Lucretia Coffin Mott, Elizabeth Cady Stanton, Lucy Stone i Susan B. Anthony. Była to szeroka koalicja kobiet i różnych organizacji, zawierająca zarówno skrzydło konserwatywno-chrześcijańskie (Woman's Christian Temperance Union) jak i bardziej radykalne (Matilda Joslyn Gage z National Woman Suffrage Association).
W Wielkiej Brytanii szeroko dyskutowane było stanowisko Johna Stuarta Milla, który w Poddaństwie kobiet przeciwstawił się tradycyjnemu poglądowi o niższości kobiet, wskazując, że są one pod każdym względem równe mężczyznom i powinny być równe wobec prawa. W 1867, jako członek Parlamentu, Mill zaproponował przyznanie kobietom głosu. Wniosek ten jednak przepadł w Izbie Gmin (196 głosów przeciwko 73).
Druga połowa XIX wieku przyniosła kobietom prawną emancypację w wielu obszarach życia. W Stanach Zjednoczonych reformy prawa małżeńskiego przeprowadzono w latach 50. XIX w. Prowadziły one do uniezależnienia kobiet od męskich opiekunów. W latach 60. i 70. tego samego wieku przeprowadzono natomiast reformy systemu edukacji, umożliwiające dziewczynkom zdobywanie wykształcenia. Reformy te uznano za duży sukces ruchu kobiecego, objaw jego siły i potencjału. Kolejnym zadaniem jakie stawiał sobie ruch była walka o prawa wyborcze.

### Walka o prawa wyborcze
Walka o prawa wyborcze dla kobiet była głównym celem ruchu feministycznego na przełomie XIX i XX wieku. Zaangażowane w nią aktywistki nazywano sufrażystkami od łacińskiego słowa suffragium oznaczającego głos wyborczy. Sufrażystki skupiały się w organizacje, np. w National American Woman Suffrage Association (Stany Zjednoczone), National Union of Women's Suffrage Societies czy Women's Social and Political Union (Wielka Brytania). Stosowały też różnorodne metody działania: pikiety, działalność edukacyjna, czy akty obywatelskiego nieposłuszeństwa. Działalność ta spotkała się ze sprzeciwem m.in. ze strony ruchu antysufrażystowskiego.

### Koniec pierwszej fali feminizmu
Duże zmiany w sytuacji kobiet przyniosła I wojna światowa. W związku z powszechną mobilizacją, wiele kobiet poszło do pracy. Pozwoliło to przełamać wiele stereotypów płci i przyniosło znaczące zmiany w strukturze zatrudnienia. W latach 20. i 30. XX wieku większość krajów europejskich przyznała kobietom pełne prawa wyborcze. Jako że był to główny punkt programu ruchu feministycznego, uznaje się to za koniec pierwszej fali feminizmu. Ruch znacząco osłabł, by stać się głośnym dopiero w latach 70. XX wieku (druga fala feminizmu).

## Program
Ruch feministyczny był odpowiedzią na bariery napotykane przez kobiety w społeczeństwie. Jego działaczki zwracały przy tym uwagę przede wszystkim na przeszkody formalne, związane z systemem prawnym. Cele, jakie sobie stawiały, miały bardzo praktyczny wymiar i dotyczyły znoszenia konkretnych ograniczeń. Wraz ze swoimi sukcesami, ruch stopniowo tracił impet.
Działaczkami były przede wszystkim białe kobiety z klasy średniej. Dlatego też cele ruchu związane były z ich perspektywą i interesami. Były to np. prawa wyborcze, edukacja dziewczynek czy prawo do pracy (traktowane jako prawo do samodzielności). Kobiety z klas średnich i wyższych były prawnie przyporządkowane mężczyznom (swoim ojcom bądź mężom). Choć ich sytuacja różniła się w poszczególnych krajach, to generalnie nie mogły same decydować o swoim losie i majątku. Nie mogły głosować, kształcić się na uniwersytetach czy prowadzić działalności gospodarczej. Jedynym przeznaczeniem kobiety było małżeństwo. Działaczki feministyczne starały się wyzwolić kobietę z zależności prawnej wobec męskich opiekunów, jak i zaoferowanie jej alternatyw względem małżeństwa (np. realizacji zawodowej czy politycznej). Istotnym elementem programu była więc walka o edukację dziewczynek, które wcześniej uczone były przede wszystkim w domach. Celem ich edukacji było przygotowanie do roli przyszłej żony, a nie samodzielność czy rozwój osobisty. Edukacja uniwersytecka była dla nich zamknięta.
Wiele z tych problemów nie miało większego znaczenia dla kobiet z klasy robotniczej. Nie budziło niczyjej wątpliwości, że nie tylko mają one prawo pracować, ale że jest to rzecz konieczna. Działaczki ruchu feministycznego rzadko poczuwały się solidarne z nimi. W Stanach Zjednoczonych dodatkową kwestią były podziały rasowe. Feministki często dystansowały się od czarnych kobiet i nie zajmowały się ich problemami. Robiły to częściowo z przyczyn taktycznych, gdyż uważały, że związki te skompromitują ich idee i odbiorą poparcie w południowych stanach USA. Te pominięte problemy klasowe i rasowe podjęte zostały przez drugą i trzecią falę feminizmu.